# Château de Meudon (Neder-Over-Heembeek)
Pour les articles homonymes, voir Meudon (homonymie).
Le château de Meudon était un château construit à Neder-Over-Heembeek, au nord de la Région de Bruxelles-Capitale vers 1765 et détruit en 1931. Domaine très apprécié de la noblesse, Charles de Lorraine, Napoléon et le pape Léon XIII y auraient séjourné[réf. nécessaire].

## Le nom
Dans la seconde moitié du XVIIe siècle, différentes propriétés du quartier adoptent le nom de châteaux royaux des environs de Paris, synonyme d'un certain prestige ; c'est en ce sens que le château de Meudon de Bruxelles portait le nom du château français.

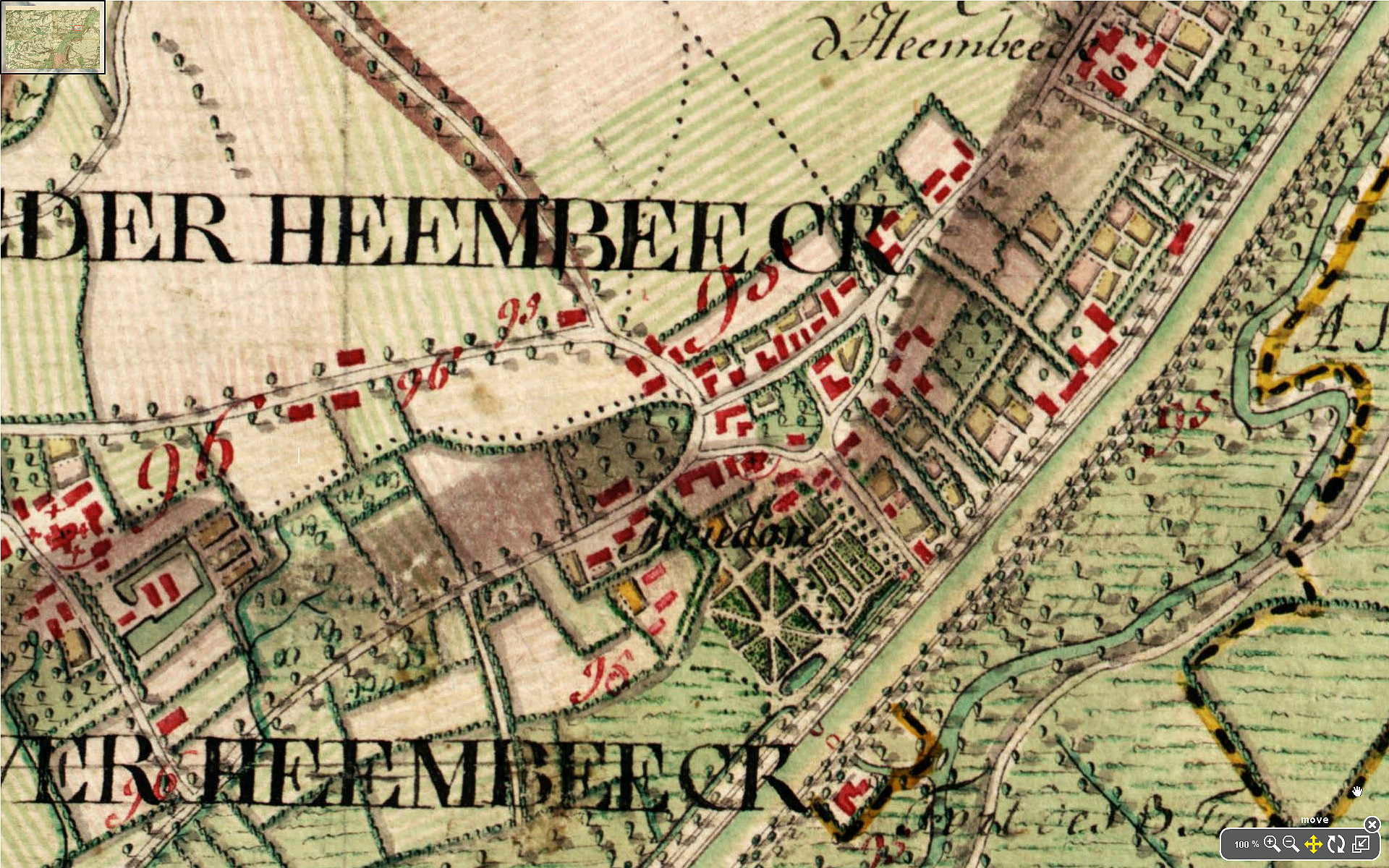
Le château de Meudon et ses environs (carte de Ferraris 1777)

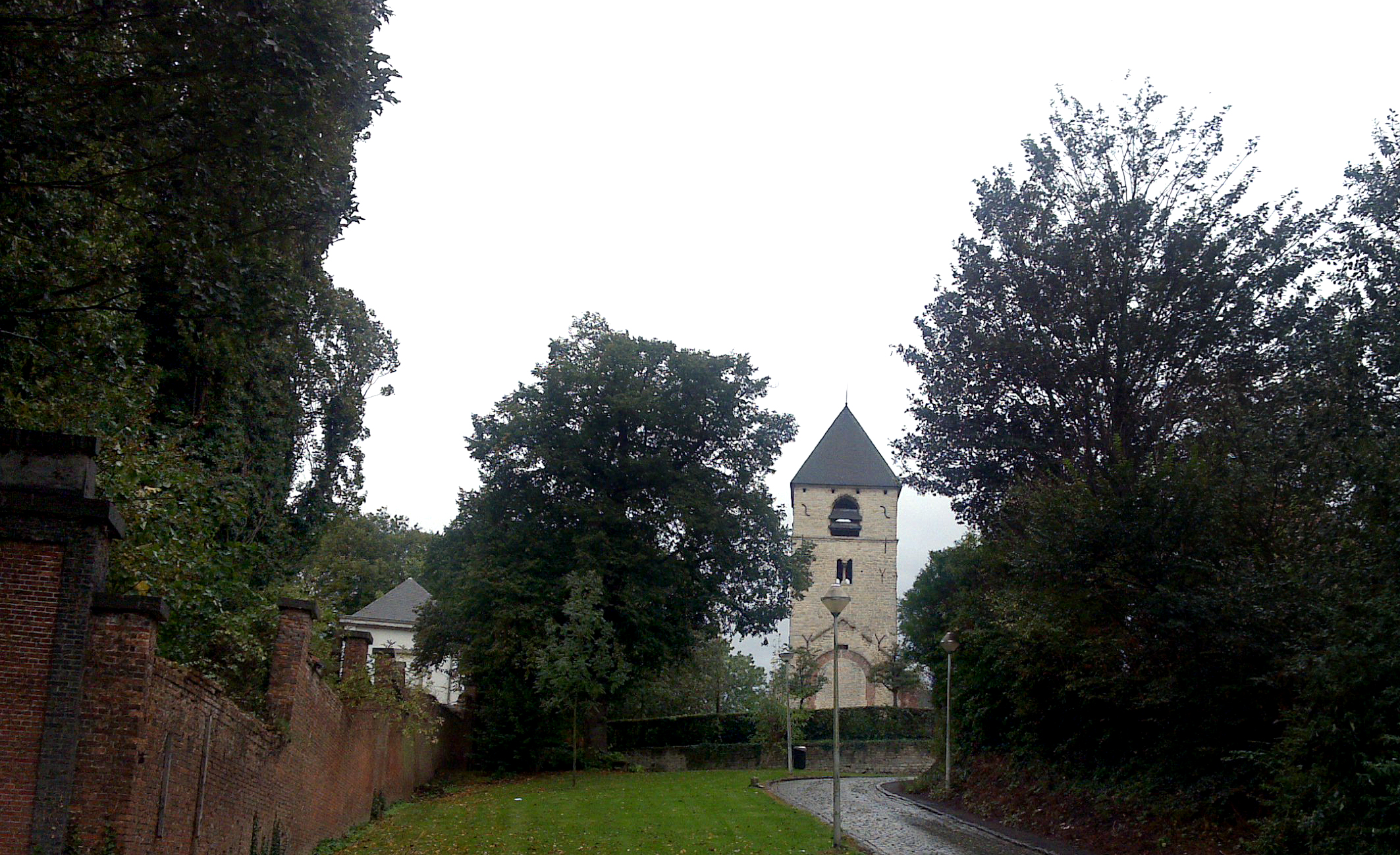
Mur du parc du château de Meudon et de la tour romane (vus de la rue de Meudon)

## Construction
La seigneurie de Neder-Heembeek et un château antérieur Castelkeen, existent depuis le XVe siècle.
La plus récente construction sur le site date de 1765 et est l’œuvre de Ferdinand-Philippe-Antoine baron de Boonem, de Catherine Blondel, son épouse et de Marie-Ferdinande de Boonem, sa sœur.
Le domaine de Meudon se composait du château, de jardins à la française - qui se visitaient au début du XXe siècle - agrémentés de fontaines, de statues, d'étangs, et d'une orangerie. On trouvait également un moulin à eau miniature. L'entrée du domaine (côté canal) était marquée par deux petits pavillons de style Louis XVI - bien visibles en rouge sur la carte de Ferraris. Un portail néo-médiéval en briques rouges a été ajouté dans les années 1870.

### Démolition et vestiges
Les propriétaires obtiennent un permis de démolition en 1931. Le château est alors rasé et les plans d'eau comblés. L'actuel Parc de Meudon couvre une partie de l'ancien domaine.
Les écuries du château n'ont pas été détruites immédiatement. Elles furent entre autres habitées par la famille de Philomena Lepever de 1953 à 1975.
Les pavillons ont encore été restaurés en 1900 et restèrent habités jusqu'en 1940. Le pavillon restant, au coin de la rue de Meudon et de la chaussée de Vilvorde à Neder-Over-Heembeek est en ruine et appartient à la Ville de Bruxelles. Elle voulut le faire démolir en 1990 pour élargir la rue de Meudon, mais l'opposition des riverains fit renoncer à ce projet et força le classement du pavillon par la Région de Bruxelles-Capitale en 2003. L'autre pavillon, qui appartenait à Shell, s'est effondré début décembre 2017.
Le portail néo-médiéval des années 1870[réf. nécessaire] à l'entrée du parc de Meudon et de larges parts du mur d'enceinte du domaine.

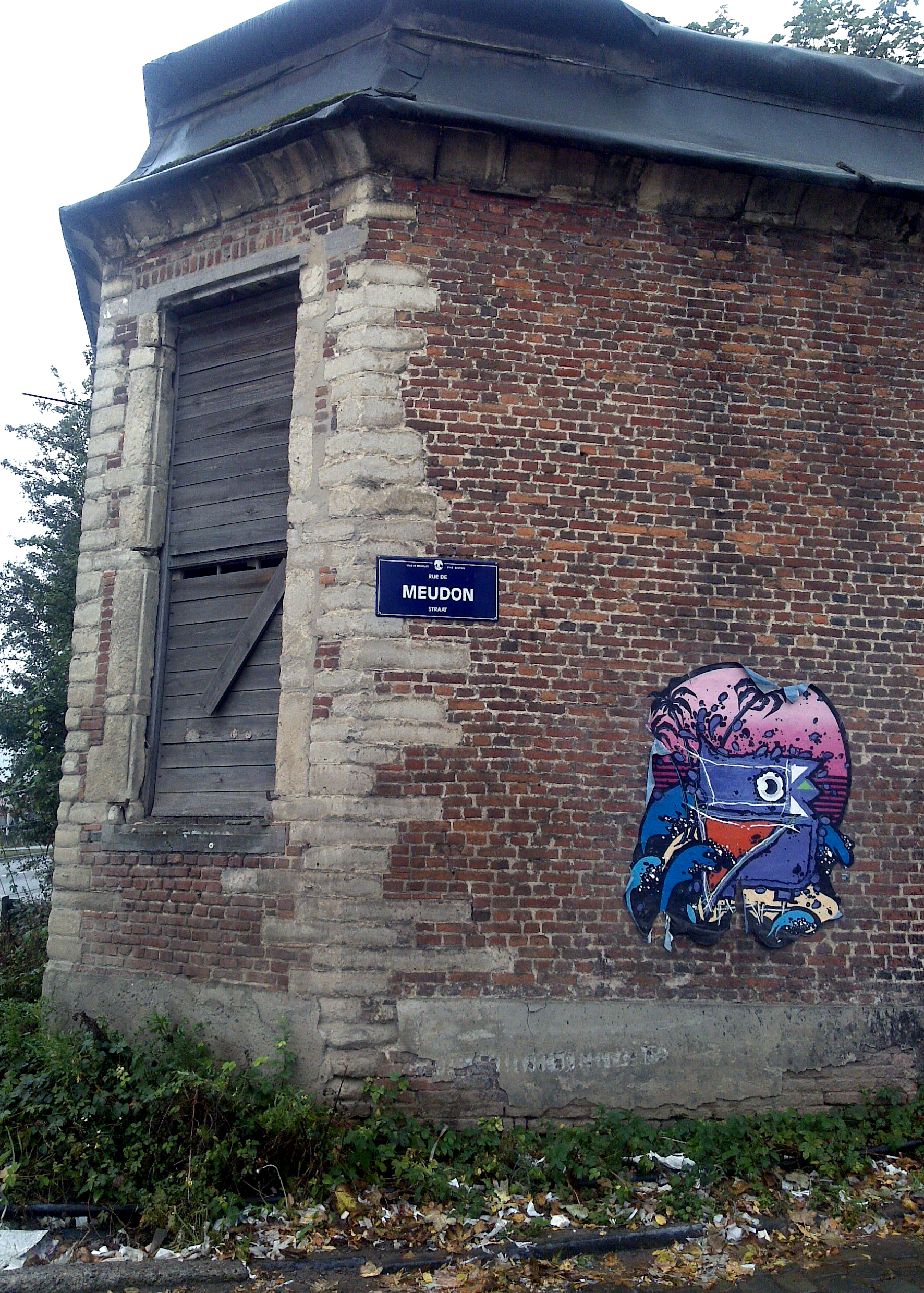
Pavillon du château de Meudon.
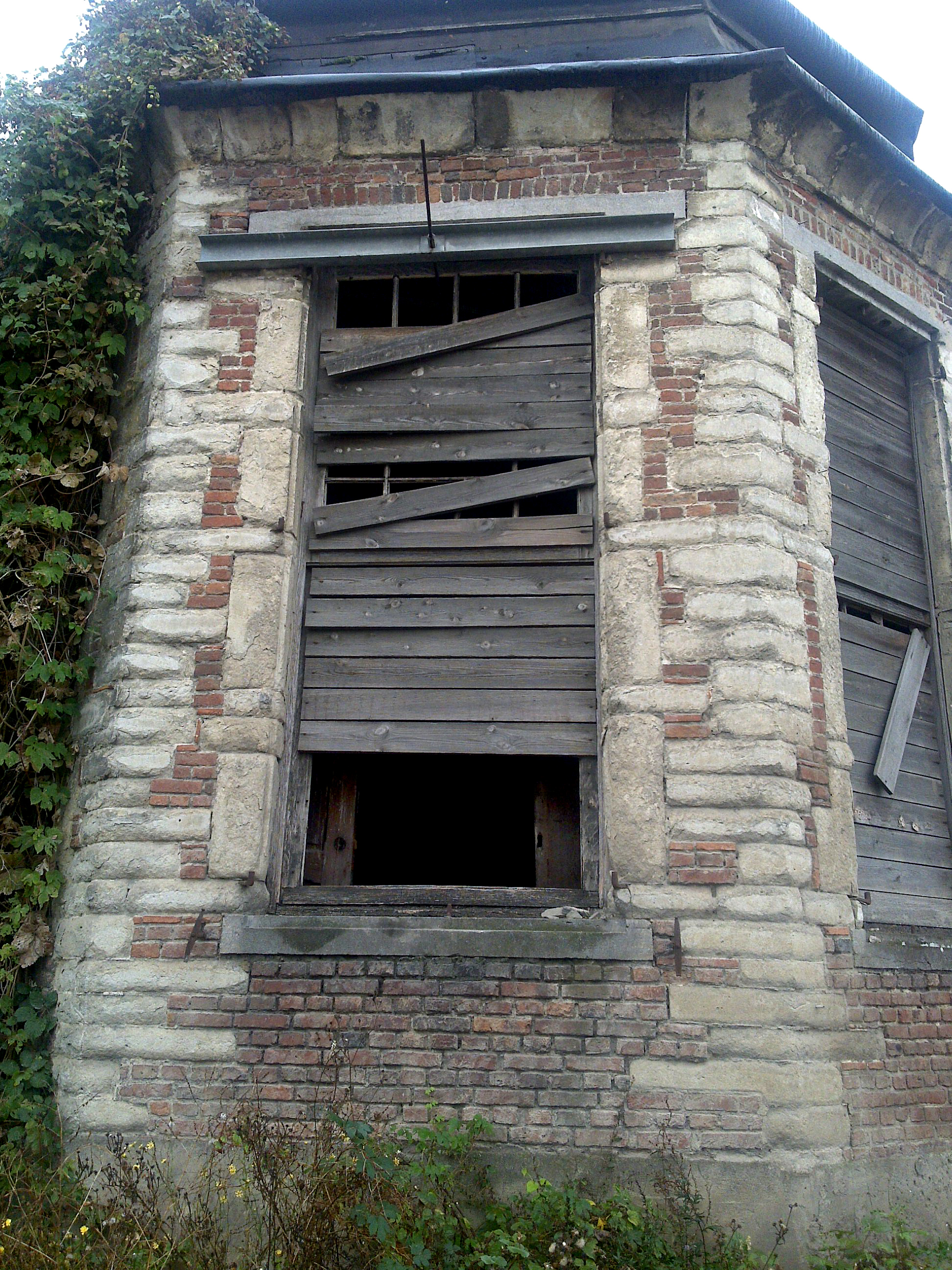
Pavillon du château de Meudon (côté canal).
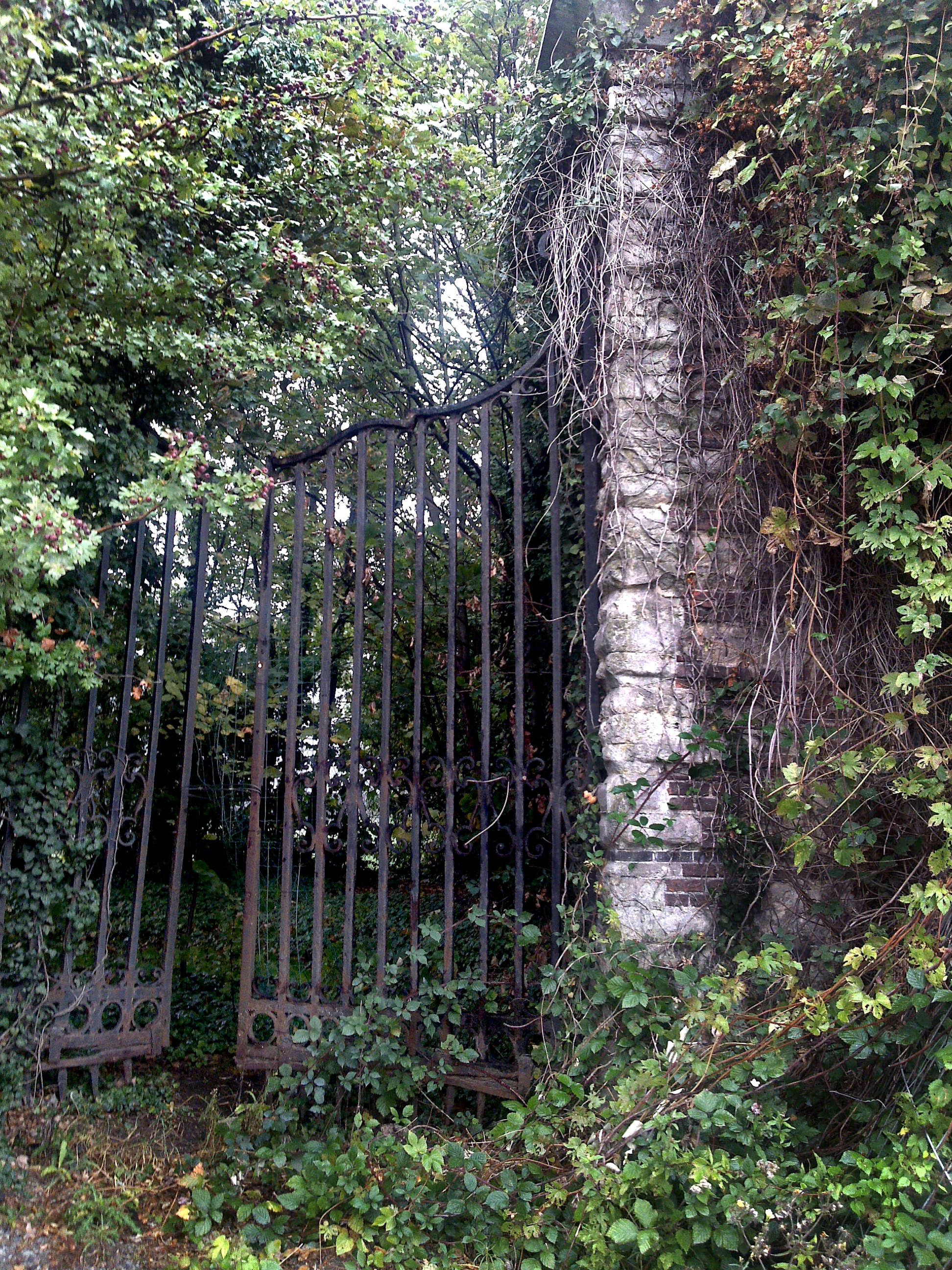
Grille du pavillon du château de Meudon.

Le domaine a par ailleurs laissé son nom à la rue de Meudon, adjacente, et à une marque d'eau minérale aujourd'hui disparue.

## Iconographie
- Dessin de Ferdinand Joseph Derons de 1725 Eembeckt, een ure van Brussel daté de 1725, lot 546 de la vente Arenberg Auctions des 11 et 12 décembre 2020 (dessin avant l'existence du château)
- Peinture d'Henri van Assche (1774-1841), Bruxelles, Musées royaux d'art et d'histoire.
- Olivier Le May, Le château de Meudon à Neder-Hembeek, 1783, Eferding (Autriche), château des Starhemberg, G 70. Reproduit dans Marc Meganck, Toponymes des environs de Bruxelles, Bruxelles Patrimoines, septembre 2014, n° 011 et 012, p. 2..
- Jan Verbesselt, Het landgoed Meudon : kastelen en heren, De Brabantsche folklore, septembre-novembre 1936.
- Photos dans les documents cités en note - en particulier la revue locale néerlandophone Uil & Spiegel (Bruxelles).
- Carte de Ferraris (ci-contre).

## Propriétaires connus[13]
- François Antoine Graven céda la seigneurie et le château à Ferdinand Philippe Antoine baron de Boonem, Catherine Blondel (son épouse) et Marie Ferdinandine de Boonem, sa sœur, le 24 février 1759.
- Au décès du baron, ces deux dernières restent en possession du village (9 mars 1774).
- Elles le lèguent à leur parent, le chevalier Antoine Jean Hyacinthe de Beughem de Capelle le 18 mai 1776. Celui-ci le revend aussitôt (23 mai 1776) à Augustin Juste Scockaert comte de Tirimont, baron de Gaesbeek mais le récupère ensuite. Il meurt en 1814, sans avoir d'enfant de son épouse Théodore Thérèse Diert.
- Les héritiers du couple vendent le château à M. Bénard.
- Marie-Thérèse-Jeanne-Joseph Van de Werve, baronne de Haultepenne (1785 - 6 octobre 1854) achète le château à M. Bénard le 3 juillet 1842[14]. Son mari[15] était décédé, sans descendance, le 4 août 1841. Elle était donc veuve au moment de son achat et le château ne dépend donc pas de sa succession à lui.
- Sans descendance connue, ses héritiers sont donc vraisemblablement ses frère et sœur :
  - Reine van de Werve, née le  4 octobre 1789, mariée à Charles Joseph Emmanuel della Faille et décédée le 8 août 1864.
  - Louis Paul van de Werve, comte de Vorsselaer, né en 1791, marié à Jeanne Gillès et décédé en 1850.
- En 1896, le château est acheté par Albert de Ro (Schaerbeek, 6 juillet 1851 - Neder-Over-Hembeek, 6 septembre 1907, notaire à Saint-Josse-ten-Noode). Il s'y trouve encore en 1905[16].
- Un héritier, son frère, le sénateur Georges de Ro, est encore domicilié au château en 1914[17].  Il était spécialisé dans les questions de propriété intellectuelle y habita entouré d'une collection d’œuvres d'art importante. Il y vécut jusqu'à sa mort en 1921.